# Bronchocela smaragdina
Espèce
Statut de conservation UICN

 LC  : Préoccupation mineure
Bronchocela smaragdina est une espèce de sauriens de la famille des Agamidae.

## Répartition
Cette espèce se rencontre au Viêt Nam, au Cambodge et en Thaïlande.

## Publication originale
- Günther, 1864 : The reptiles of British India, London, Taylor & Francis, p. 1-452 (texte intégral).